# Solanum kulliwaita
Solanum kulliwaita ist eine Pflanzenart aus der Familie der Nachtschattengewächse (Solanaceae). Innerhalb der Gattung wird sie in die Dulcamaroid-Klade eingeordnet. Sie wurde im Jahr 2010 erstbeschrieben und ist im südlichen Peru heimisch.

## Beschreibung
Solanum kulliwaita wächst als verholzende Liane oder kletternder Strauch von unbestimmter Länge oder Wuchshöhe. Die Zweige sind gebogen. Die Stängel sind locker mit Trichomen besetzt, welche mit zunehmendem Alter abfallen. Diese werden 0,5 bis 1 Millimeter lang, sind einreihig und bestehen aus mehreren Zellen. Die jungen Triebe sind mit einfachen oder sich verzweigenden, einreihigen Trichomen besetzt, die zwischen 0,5 und 1 Millimeter lang werden. Die glänzende Rinde ist an älteren Stängeln dunkel rotbraun gefärbt.
Die sympodialen Einheiten beinhalten mehrere Laubblätter. Die einfachen Blätter  werden zwischen 2 und 8,5 Zentimeter lang und zwischen 1 und 3 Zentimeter breit. Die leicht fleischige Blattspreite ist elliptisch bis lanzettförmig geformt. Ihre Basis ist spitz bis spitz zulaufend, die Spitze ist spitz und ihre ganzrandigen Blattränder sind manchmal zurückgebogen und im unteren Drittel dicht mit einfachen Trichomen besetzt. Die Blattoberseite ist spärlich mit einfachen oder verzweigten, einreihigen Trichomen besetzt, wobei die Dichte zur Mittelrippe hin zunimmt. Von der Blattachse gehen sieben bis neun Paare an primären Blattadern ab, welche sich schwarzbraun verfärben, wenn sie austrocknen. Der 0,7 bis 2 Zentimeter lange Blattstiel ist dicht mit goldfarbenen, einfachen oder verzweigten, einreihigen Trichomen besetzt.
Die Blütenstände stehen endständig oder seitlich an den Stängeln. Sie werden 9 bis 11 Zentimeter lang und sind drei- bis fünffach verzweigt. Jeder der Blütenstände besteht aus zehn bis zwanzig Blüten. Der Blütenstand ist dicht mit einfachen, einreihigen, violett gefärbten Trichomen behaart, die eine Länge von 0,3 bis 1 Millimeter erreichen. Der aufrechte bis nickende Blütenstiel wird 1,5 bis 3,5 Zentimeter lang und an der Basis etwa 0,5 Millimeter und an der Spitze etwa 1 Millimeter dick. Er ist dicht mit Trichomen besetzt. An der Basis ist der Blütenstiel gelenkartig gebogen und mit einer kleinen Hülle versehen, die als etwa 2 Millimeter langer Zapfen am Blütenstand bestehen bleibt. Die Blütenstiele stehen unregelmäßig 0,5 bis 5 Millimeter auseinander.
Die fünfzähligen Blüten sind immer vollständig ausgebildet. Die becherförmige Kelchröhre ist zwischen 2 und 2,5 Millimeter lang und mit 2,5 bis 3,5 Millimeter langen, breit dreieckigen Lappen besetzt. Die dichte Behaarung des Kelches gleicht der des restlichen Blütenstand. Die violette Krone misst 2,3 bis 2,5 Zentimeter im Durchmesser, ist sternförmig bis zu zwei Drittel des Weges zur Basis gelappt. Die Kronlappen werden 9 bis 12 Millimeter lang und 4 bis 5 Millimeter breit und ihre Ränder sowie die Spitzen sind dicht behaart. Die unbehaarten Staubfäden sind zu einer Röhre verwachsen und der frei stehende Teil ist zwischen 1 und 2 Millimeter lang. Die gelben Staubbeutel sind bei einer Länge von 3,5 bis 4,5 Millimeter und einer Breite von 1 bis 1,5 Millimeter elliptisch geformt. Sie öffnen sich durch Poren an den Spitzen, welche sich mit zunehmendem Alter zu Schlitzen vergrößern. Der Fruchtknoten ist unbehaart. Der Griffel ist 7 bis 8 Millimeter lang und unbehaart. Die kopfförmige Narbe ist fein papillös.
Die zur Erstbeschreibung bekannten Früchte sind möglicherweise unreif. Es handelt sich um schwarze Beeren, welche bei einem Durchmesser von etwa 1 Zentimeter kugelig geformt sind. Das unbehaarte Perikarp ist dünn und nicht glänzend. Die Beeren stehen an einem verholzten, mehr oder weniger hängenden Stiel der 1,5 bis 1,7 Zentimeter lang wird und an der Basis etwa 1,5 Millimeter dick ist. Über die Samen ist nichts bekannt.

## Verbreitung und Lebensraum
Solanum kulliwaita wurde bisher nur an zwei Fundorten an der Mesa Pelada, in der Nähe von Machu Picchu, in dem im Süden Perus gelegenen und zur Provinz La Convención gehörenden Distriktes Maranura gefunden. Die Art gedeiht in Höhenlagen von 2400 bis 2600 Metern, wo sie in Wolkenwäldern an Osthängen wächst.

## Systematik
Die Erstbeschreibung als Solanum kulliwaita erfolgte 2010 durch Sandra Knapp in PhytoKeys Nummer 1, Seite 35. Das Artepitheton kulliwaita setzt sich aus den Quechuaworten kulli = violett und waita = Blume zusammen.